# Piotr Dasypodius
Piotr Dasypodius (ur. ok. 1490 we Frauenfeld w Szwajcarii, zm. 28 lutego 1559 w Strasburgu) – szwajcarski lekarz i leksykograf.

## Życiorys
Był zwolennikiem Zwingliego, po jego upadku opuścił Szwajcarię i uczył się w Strasburgu.  W latach 1527 –1529  był z rekomendacji Zwingliego nauczycielem w Zurychu. 1530 powrócił jako kaznodzieja do Frauenfeld. W roku 1533 został kierownikiem szkoły łacińskiej w Strasburgu, gdzie spotykał się z humanistami i  przedstawicielami ruchu reformacji, m.in. z Johannem Sturmem. Należał do najbardziej szanowanych obywateli w Strasburgu. 1540 został kanonikiem, a w 1551 dziekanem klasztoru św. Tomasza.

## Dasypodius jako leksykograf
Jest znany głównie jako autor słowników, łacińskiego i greckiego.  1535/36 ukazał się w Strasburgu jego słownik łacińsko-niemiecki Dictionarium Latinogermanicum. W 1642 w Gdańsku został on poszerzony  o język polski jako słownik polsko-łacińsko-niemiecki i łacińsko-niemiecko-polski. Znany jako Dasypodius catholicus jest doskonałym źródłem do badań nad staropolszczyzną.